# The Lost Weekend (novela)
The Lost Weekend (conocida en español como Días sin huella) es la primera novela de Charles R. Jackson, y fue publicada por Farrar & Rinehart en 1944. 
La historia de un escritor talentoso pero alcohólico fue elogiada por su poderoso realismo, reflejando de cerca la propia experiencia del autor con el alcoholismo, de la cual se separó temporalmente curado. Sirvió como base para la clásica adaptación cinematográfica ganadora del Premio Oscar de 1945.

## Recepción y análisis
El libro fue un éxito de ventas y recibió críticas muy favorables. Philip Wylie escribió, en la New York Times Book Review que "Charles Jackson ha hecho el regalo más convincente a la literatura sobre adicciones desde De Quincey . Su personaje es una obra maestra de precisión psicológica".
Sinclair Lewis lo llamó "la única historia inquebrantable de un alcohólico que he leído". Anthony Slide, un editor moderno, señala que el trabajo es obviamente semiautobiográfico.

## Adaptación cinematográfica
El libro fue adaptado a una película de 1945 dirigida por Billy Wilder con Ray Milland como Don Birnam. La película fue aclamada por la crítica, ganando el Oscar a la Mejor Película y la Palma de Oro en el Festival de Cannes, una de las tres únicas películas en hacerlo.[cita requerida]
La interpretación de Ray Milland de Birnam le valió el premio al Mejor actor y todavía se considera una de las mejores actuaciones ganadoras de la historia.[cita requerida]
Aunque la adaptación cinematográfica se acerca mucho a la novela, el final de la película es más optimista, y el incidente homosexual en la universidad que Birnam se describe en la novela como atormentado se omite en la película.[cita requerida]